# 9. ceremonia wręczenia nagród Gildii Aktorów Ekranowych
9. ceremonia wręczenia nagród Gildii Aktorów Ekranowych odbyła się 9 marca 2003 roku w Shrine Exposition Center w Los Angeles.

## Laureaci i nominowani
Laureaci nagród wyróżnieni są wytłuszczeniem

### Produkcje kinowe

#### Wybitny występ aktora w roli pierwszoplanowej
- Daniel Day-Lewis − Gangi Nowego Jorku
  - Adrien Brody − Pianista
  - Nicolas Cage − Adaptacja
  - Richard Gere − Chicago
  - Jack Nicholson − Schmidt

#### Wybitny występ aktorki w roli pierwszoplanowej
- Renée Zellweger − Chicago
  - Salma Hayek − Frida
  - Nicole Kidman − Godziny
  - Diane Lane − Niewierna
  - Julianne Moore − Daleko od nieba

#### Wybitny występ aktora w roli drugoplanowej
- Christopher Walken − Złap mnie, jeśli potrafisz
  - Chris Cooper − Adaptacja
  - Ed Harris − Godziny
  - Alfred Molina − Frida
  - Dennis Quaid − Daleko od nieba

#### Wybitny występ aktorki w roli drugoplanowej
- Catherine Zeta-Jones − Chicago
  - Kathy Bates − Schmidt
  - Julianne Moore − Godziny
  - Michelle Pfeiffer − Biały oleander
  - Queen Latifah − Chicago

#### Wybitny występ zespołu aktorskiego w filmie kinowym
- Chicago
  - Godziny
  - Adaptacja
  - Władca Pierścieni: Dwie wieże
  - Moje wielkie greckie wesele

### Produkcje telewizyjne

#### Wybitny występ aktora w miniserialu lub filmie telewizyjnym
- William H. Macy − Od drzwi do drzwi
  - Albert Finney − Nadciągająca burza
  - Brad Garrett − Gleason
  - Sean Hayes − Martin i Lewis
  - John Turturro − Nocna afera

#### Wybitny występ aktorki w miniserialu lub filmie telewizyjnym
- Stockard Channing − The Matthew Shepard Story
  - Kathy Bates − Opiekunka siostry
  - Helen Mirren − Od drzwi do drzwi
  - Vanessa Redgrave − Nadciągająca burza
  - Uma Thurman − Histeryczna ślepota

#### Wybitny występ aktora w serialu dramatycznym
- James Gandolfini − Rodzina Soprano
  - Michael Chiklis − Świat glin
  - Martin Sheen − Prezydencki poker
  - Kiefer Sutherland − 24 godziny
  - Treat Williams − Everwood

#### Wybitny występ aktorki w serialu dramatycznym
- Edie Falco − Rodzina Soprano
  - Amy Brenneman − Potyczki Amy
  - Lorraine Bracco − Rodzina Soprano
  - Allison Janney − Prezydencki poker
  - Lily Tomlin − Prezydencki poker

#### Wybitny występ aktora w serialu komediowym
- Sean Hayes − Will & Grace
  - Matt LeBlanc − Przyjaciele
  - Bernie Mac − The Bernie Mac Show
  - Ray Romano − Wszyscy kochają Raymonda
  - Tony Shalhoub − Detektyw Monk

#### Wybitny występ aktorki w serialu komediowym
- Megan Mullally − Will & Grace
  - Jennifer Aniston − Przyjaciele
  - Kim Cattrall − Seks w wielkim mieście
  - Patricia Heaton − Wszyscy kochają Raymonda
  - Jane Kaczmarek − Zwariowany świat Malcolma

#### Wybitny występ zespołu aktorskiego w serialu dramatycznym
- Sześć stóp pod ziemią
  - Rodzina Soprano
  - Prezydencki poker
  - 24 godziny
  - CSI: Kryminalne zagadki Las Vegas

#### Wybitny występ zespołu aktorskiego w serialu komediowym
- Wszyscy kochają Raymonda
  - Frasier
  - Przyjaciele
  - Seks w wielkim mieście
  - Will & Grace

### Nagroda za osiągnięcia życia
- Clint Eastwood